# Zenónovy papyry

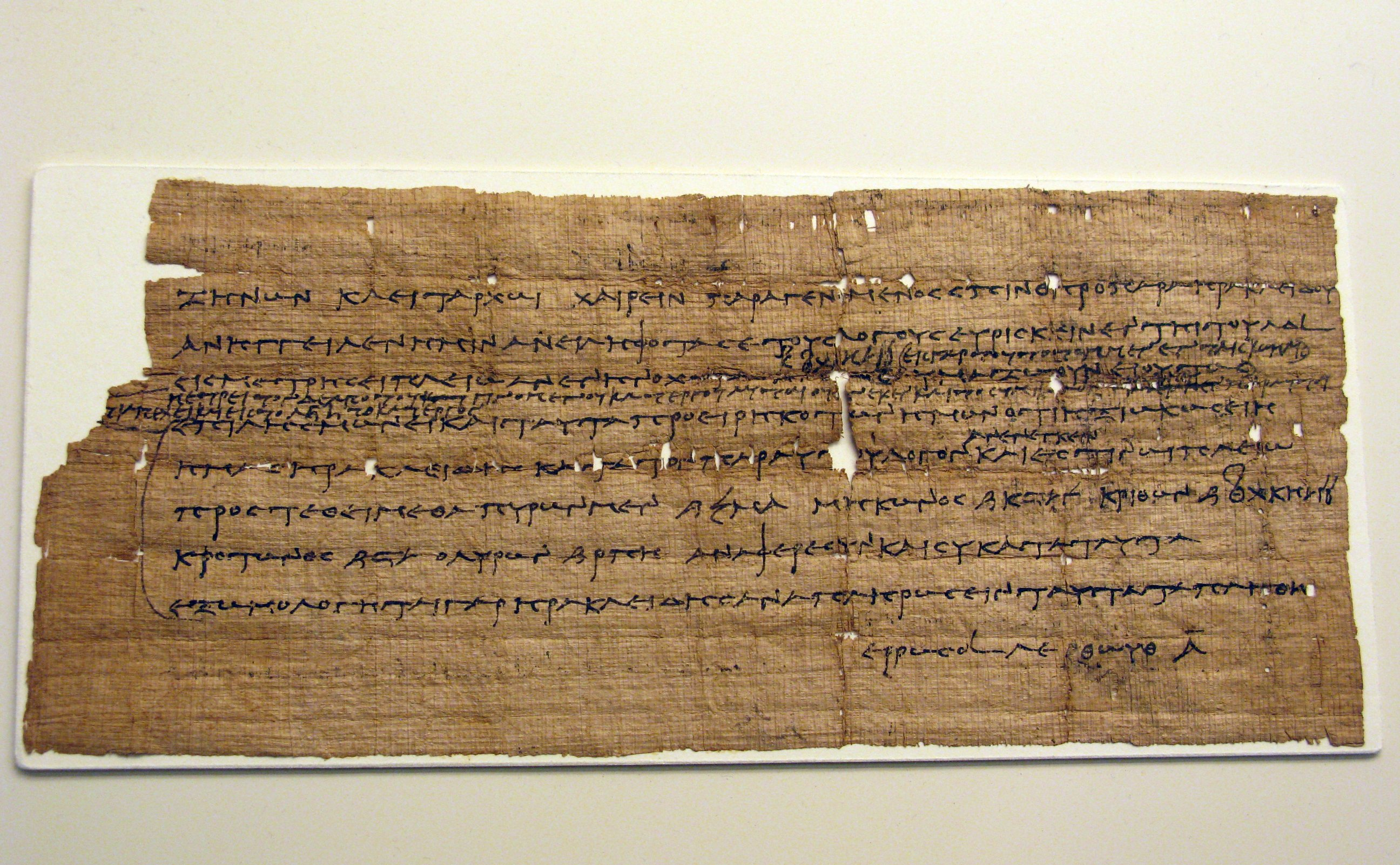
Part of a letter discussing tax issues from the Zenon Archive, written in Greek on papyrus (3rd century BC, National Archaeological Museum, Athens)

Zenónovy papyry pojednávají o hospodářských poměrech v Palestině v době nadvlády Ptolemaia II.
Zenónovy papyry byly objeveny roku 1915 v egyptském Fajjúmu. Tento archív obsahuje zhruba 2000 dokumentů. Zenón Palestinu procestoval z pověření Apollonia, královského „ministra hospodářství a financí“. Popsal jednak poměry v zemědělství, vystihl však také vztah izraelské nobility k helenizaci – helenizace byla pro vyšší izraelské vrstvy přínosná, proto se s Ptolemaiovci nezdráhaly spolupracovat.